# Peristethium aequatoris
Peristethium aequatoris är en tvåhjärtbladig växtart som först beskrevs av Kuijt, och fick sitt nu gällande namn av Kuijt. Peristethium aequatoris ingår i släktet Peristethium och familjen Loranthaceae. Inga underarter finns listade i Catalogue of Life.